# フォッカー 70
フォッカー 70（Fokker 70）とは、オランダの航空機メーカーであったフォッカーが開発した小型双発ジェット旅客機である。
フォッカー 70
KLMシティホッパーのフォッカー70
(ブリストル国際空港)
- 用途：ナローボディ民間旅客機
- 製造者：フォッカー
- 運用者：more = 
  - KLMシティホッパー
  - チロリアン航空
  - ベトナム航空など
- 初飛行：1993年4月4日
- 生産数：48機
- 運用状況：運行中

## 概要
リージョナル・ジェットとして開発された フォッカー 100（1986年初飛行）の短胴型として、胴体を4.62m短縮した70席級の旅客機である。1992年11月から開発が開始され、1993年4月2日に原型機が初飛行に成功した。ジェットエンジンを胴体後部に設置し、Ｔ字尾翼を有する機体であり、フォッカー100からは主翼付け根等の細部が改良されている。
1994年10月にフォード・モーター社へ最初の量産機が引き渡された。1997年にフォッカーが倒産したため、1997年4月に引き渡された機体が最終機となった。
生産期間が大変短い旅客機であり、生産数も48機と少数にとどまった。
フォッカー 100と共に、レッコフ（現：ネーデルランド・エアクラフトカンパニー）による再生産計画が存在したが、実現していない。

## 運航事業者
※特記なき場合は2023年9月現在
 オーストラリア
- ヴァージン・オーストラリア・リージョナル航空
- アライアンス航空

 ケニア
- ケニア空軍 - 2024年時点で、要人輸送用に1機のフォッカー70を保有[3]。
- アイフライ・エア[4]
- ジェットウェイズ航空[5]

 ソマリア
- サラーム・エア・エクスプレス[6]

 ミャンマー
- ミャンマー空軍

 パプアニューギニア
- ニューギニア航空

 スリナム
- フライ・オールウェイズ（英語版）

 キュラソー (オランダ王国)
- ジェットエア・カリビアン[7]

## 性能要目
- 全長:30.90m
- 全幅:28.10m
- 高さ:8.50m
- エンジン:ロールス・ロイス テイ620-15 ターボファンエンジン 2基
- 最大速度:856 km/h
- 巡航速度:743 km/h
- 航続距離:1.900 km
- 実用上昇限界:10.670 m

## 事故

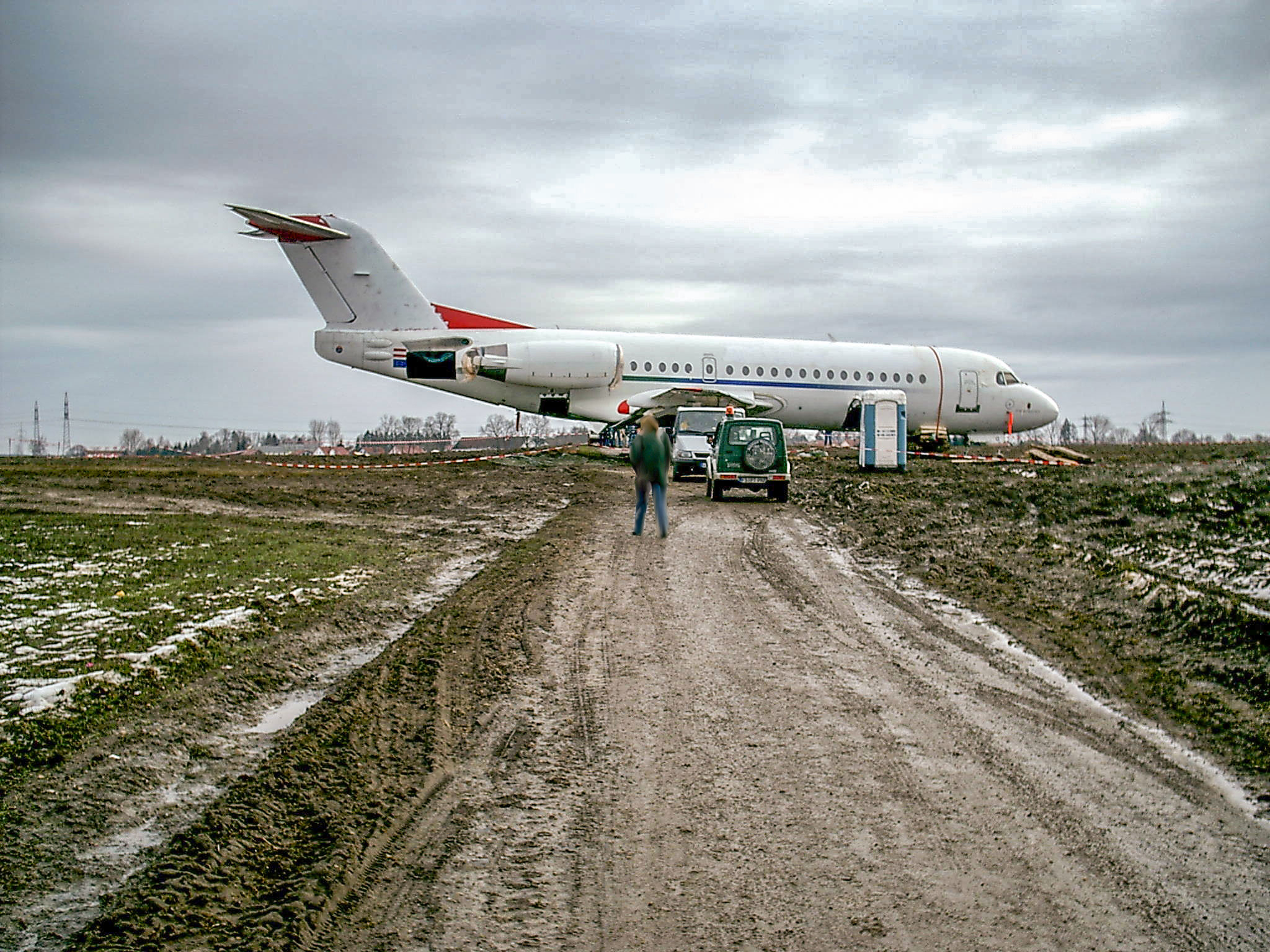
不時着した111便

2004年1月5日、オーストリア航空111便（OE-LFO）が、ミュンヘン空港付近の雪原に不時着した。111便はウィーンからミュンヘンへ向かっていたが、進入中にエンジンが故障した。搭乗していた乗客28名、乗員4名中乗客3人が軽傷を負った。